# Спинеа-Орњано (Венеција)
Спинеа-Орњано је насеље у Италији у округу Венеција, региону Венето.
Према процени из 2011. у насељу је живело 23710 становника. Насеље се налази на надморској висини од 7 м.

## Становништво
Према резултатима пописа становништва 2011. у општини је живело 26.862 становника.
| 1931. | 1936. | 1951. | 1961.  | 1971.  | 1981.  | 1991.  | 2001.  | 2011.  |
| ----- | ----- | ----- | ------ | ------ | ------ | ------ | ------ | ------ |
| 4.468 | 4.694 | 6.092 | 10.565 | 20.635 | 24.514 | 24.905 | 24.517 | 26.862 |

## Партнерски градови
- Veroli